# 馬拉泰斯塔教堂

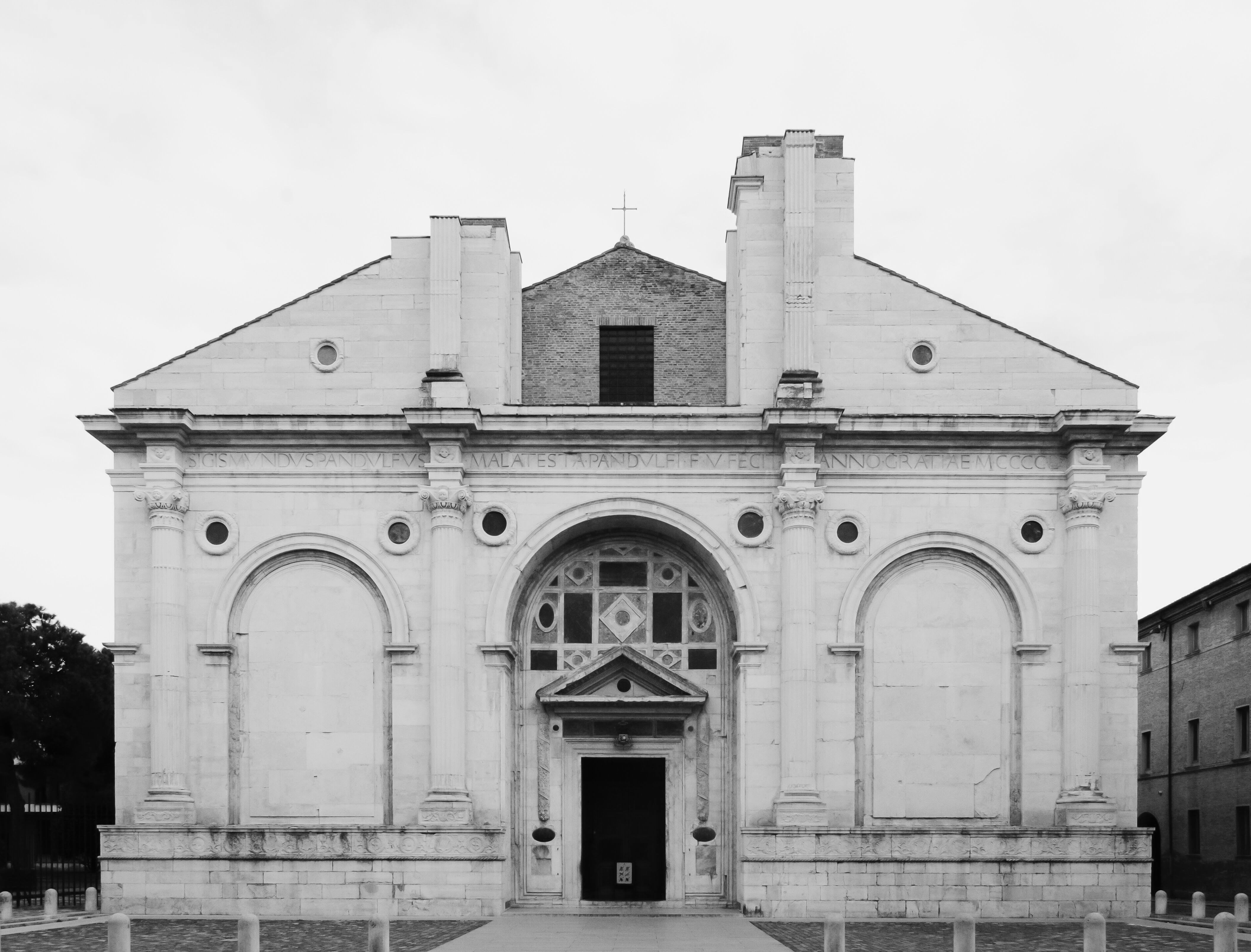
馬拉泰斯塔教堂

圣高隆庞圣殿主教座堂（義大利語：Basilica Cattedrale di S. Colomba）俗称馬拉泰斯塔教堂（義大利語：Tempio Malatestiano）是天主教里米尼教區的主教座堂，也是天主教的一座乙级宗座圣殿，位於義大利艾米利亚-罗马涅大区城市里米尼。目前的教堂是在圣方济各堂（Santa Francesco）原址上重建的。教堂的俗称得名于馬拉泰斯塔家族的领主西吉斯蒙多·潘多爾弗·馬拉泰斯塔，正是他委託萊昂·巴蒂斯塔·阿爾伯蒂建造，大約於1453年動工，1468年停工。
教堂採用的晚期哥德式大教堂尖頂與樸素的外表、梁柱結構的大門、圓拱與古典立柱等簡單對稱的結構形成了鮮明的對比。雖然沒有完工，但這個教堂體現了早期文藝復興時期在建築領域的革命並為後世建築師仰慕。在二戰期間，教堂受到了嚴重損壞，戰後得到了修復。

## 外部連結
- Orsini Luigi, The Malatesta temple; sixtyfour illustrations, and text (1915).
- Tempio Malatestiano di Rimini （页面存档备份，存于） （意大利文）